# Xi Jinping
Xi Jinping (wym. [ɕǐ tɕînpʰǐŋ]; chiń. upr. 习近平; chiń. trad. 習近平; pinyin Xí Jìnpíng; ur. 15 czerwca 1953 w Pekinie) – chiński polityk, sekretarz generalny Komunistycznej Partii Chin od 15 listopada 2012, przewodniczący Chińskiej Republiki Ludowej od 14 marca 2013. W 2018 roku magazyn „Forbes” umieścił go na pierwszym miejscu listy najbardziej wpływowych ludzi na świecie.

## Życiorys
Xi Jinping urodził się w 1953 w Pekinie jako syn Xi Zhongxuna. Po rozpoczęciu rewolucji kulturalnej jego ojciec popadł w niełaskę i młody Xi był represjonowany i aresztowany. Później trafił do państwowej farmy w rodzinnej prowincji ojca i po pewnym czasie awansował na sekretarza swojego kolektywu. W 1971 wstąpił do Ligi Młodzieży Komunistycznej, a w 1974 do Komunistycznej Partii Chin. Rok później wrócił do Pekinu. W czasie swojej działalności politycznej zajmował różne stanowiska w partii, w prowincjach Fujian, Hebei, Zhejiang i Shaanxi. W 1990 został dyrektorem szkoły partyjnej w Fuzhou.
W 1999 Xi został wicegubernatorem prowincji Fujian, a w 2000 gubernatorem tej prowincji. W 2002 objął funkcję sekretarza Komitetu KPCh w prowincji Zhejiang. Został również wówczas członkiem Komitetu Centralnego KPCh. W marcu 2007 objął stanowisko sekretarza Komitetu KPCh w Szanghaju.
Mianowanie Xi na stanowisko w Szanghaju, najbogatszej chińskiej prowincji, było znakiem wzmocnienia jego znaczenia i przyszłej roli w strukturach partii komunistycznej. Było to również wyrazem poparcia i zaufania ze strony przewodniczącego ChRL Hu Jintao.
22 października 2007 podczas 17. Kongresu KPCh, Xi został wybrany w skład 9-osobowego Stałego Komitetu Biura Politycznego KPCh, który to jest uważany za najważniejszy organ polityczny w kraju. Xi zajął w nim 5. pozycję w hierarchii. Reprezentował w nim 5. generację polityków. Razem z nim 6. pozycję w Stałym Komitecie Biura Politycznego zajął Li Keqiang. W marcu 2008 został wybrany przez Ogólnochińskie Zgromadzenie Przedstawicieli Ludowych na stanowisko wiceprzewodniczącego państwa.
W listopadzie 2012 roku wybrany sekretarzem generalnym KPCh. 14 marca 2013 został oficjalnie zaprzysiężony na stanowisku przewodniczącego Chińskiej Republiki Ludowej. Od początku rządów umacniał się u władzy, obejmując kierownictwo w państwie, partii, armii i specjalnych komisjach ds. gospodarki, bezpieczeństwa i spraw zagranicznych, co stopniowo podważało zasadę kolektywnego przywództwa wprowadzoną przez Deng Xiaopinga.
W okresie pierwszych pięciu lat jego rządów w państwie zaczęły pojawiać się pierwsze symptomy kultu jednostki. Jego sztandarowym projektem była walka z korupcją w aparacie partyjnym i wielkim biznesie, co pozwoliło mu równocześnie wyeliminować wewnątrzpartyjną opozycję. Na początku 2018 roku doprowadził do przyjęcia przez KPCh postulatu zniesienia konstytucyjnego limitu liczby kadencji dla przewodniczącego partii i przewodniczącego ChRL. 17 marca 2018 został ponownie wybrany przez posłów OZPL na kolejną kadencję przewodniczącego ChRL.
W tym samym roku zaczęła tworzyć się przeciw niemu wewnątrzpartyjna opozycja, zarzucająca mu, że poprzez nadmierną nadwyżkę w handlu z USA, nadmierne skupowanie obligacji amerykańskich, koncepcję Nowego Jedwabnego Szlaku, podkreślanie rosnącej pozycji Chin i spadek znaczenia USA oraz podsycanie nastrojów nacjonalistycznych wywołał wojnę handlową z USA. Dodatkowo zaczęto krytykować jego nadmierne umacnianie w systemie władzy ChRL, kult jednostki i powrót indoktrynacji. Wśród inicjatorów frakcji niechętnej Xi znaleźli się byli przywódcy Chin – Jiang Zemin i Hu Jintao, oraz były premier Zhu Rongji.

## Życie prywatne
Żoną Xi Jinpinga była w latach 1979–1982 Ke Xiaoming (ur. 1951). W 1987 Xi pobrał się z Peng Liyuan, piosenkarką. Para ma jedno dziecko, córkę Xi Mingze (ur. 1992).